# Хођо Масако
Хођо Масако (北 条 政 子, 1157. - 16. августа 1225) била је политички вођа, и најстарија ћерка Хођо Токимасе (први регент, из Камакура шогуната) и његове супруге Хођо но Маки. Била је сестра Хођо Јошитокија, и била је удата за Минамото но Јоритомоа, првог шогуна периода Камакура. Била је такође мајка О-Химе, Минамото но Јориеја и Минамото но Санетомоа, другог и трећег шогуна. Научници сматрају да је у првим годинама Камакура периода користила значајну моћ, што се одражавало на њен надимак „монахиња шогун".

## Период од раног детињства до брака (1157–1182)
Хођо Масако рођена је 1157. године, као најстарије дете Хођо Токимасе, вође утицајног клана Хођо из провинције Изу, и његове супруге Хођо но Маки. Масакини родитељи били су још увек у тинејџерским годинама када су је добили, и одгајале су је дворске даме и дадиље. Масако је рођена у периоду ратова и сукоба. У Кјоту, главном граду Јапана, Хоген побуна била је у пуном јеку, где су се замонашени цар Тоба и цар Сутоку борили око тога ко ће бити следећи цар. Породица Хођо је одлучила да остане изван побуне, иако је пореклом из клана Таира, и самим тиме повезана са царском породицом.
За време Хеиђи побуне, вођене 1159. године, клан Таира, под Таира но Кијоморијем, уз подршку замонашеног цара Го Ширакаве, поразио је клан Минамото, који је био под вођством Минамото но Јошитомоа. Јошитомо је погубљен, док су његови синови и кћерке, или погубљени или послати у манастире. Од његових преживелих синова Минамото но Јошицуне и Минамото но Норијори били су приморани да се прикључе свештенству, док је Минамото но Јоритомо, у својој тринаестој години, послат у изгнанство у Изу провинцију, у област Хођо Токимасе. Док се то дешавало, Масако је била новорођенче. Таира клан, под Кијоморијевим вођством, конролисао је Јапан.
Масако је била најстарија од петнаесторо деце. 1163. рођен је њен млађи брат Јошитоки. Касније је добила још једног брата, Хођо Токифусу. Масако је била заинтересована за јахање, лов и риболов, и углавном је јела је с мушкарцима, а не с мајком, сестром и другим женама у домаћинству.
Масако се удала за Јоритомоа око 1177. године, против воље свог оца. 1182. године добили су прву кћерку О-Химе. Исте године разочарани принц Моћихито, син цара Го-Ширакаве, позвао је чланове Минамота који су остали у Јапану да свргну Таира клан. Моћихито је мислио да га је Таира клан ускратио да престо понуди цару Антокуу. Јоритомо се сматрао вођом Минамото клана и одазвао се на позив принца Моћихита. Имао је пуну подршку Хођо породице, Токимасе и Масако. Центар Минамото клана био је у граду Камакура, источно од Изуа у провинцији Сагами.
Тако је започео Генпеи рат, последњи рат између Минамота и Таире. 1180. године, Масакин старији брат Мунетоки убијен је у бици код Ишибашијаме, а Јошитоки је постао наследник клана Хођо. 1181. године Таира но Кијомори је умро, остављајући Таира клан у рукама свог сина, Таира но Мунеморија. Године 1182. Масакин брат, Јоштоки се оженио, а исте године Масако и Јоритомо добили су свог првог сина Минамото но Јориеа, који ће постати наследник. Десет година касније, 1192.године, добијају још једног сина, Минамото но Санетомоа.

## Смрт мужа, корупција и породична свађа (1199–1205)
Године 1199, два дана након што се замонашио, Минамото но Јоритомо је преминуо. Његов син Минамото но Иорије наследио га је на функцији шогуна. Будући да је имао само осамнаест година, Хођо Токимаса се прогласио регентом. Масако је такође имала јаку позицију откад јој је син постао шогун. Пошто јој је муж умро, обријала је главу и тако постала будистичка монахиња, примивши чин од свештеника Гиоја. Међутим, није отишла да живи у манастир монашким животом, већ је наставила да се бави политиком. Она, њен отац Токимаса и њен брат Јошитоки створили су савет регената за осамнаестогодишњег Јоријеа, али је он мрзео породицу своје мајке и преферирао је породицу своје жене, клан Хики и таста, Хики Јошиказуа.
Хођо Масако је чула заверу коју су Јошиказу и Јорије припремали, и Јошиказу бива погубљен 1203.године, док се шогун Јорије тешко развоболео и повукао у провинцију Изу. Убијен је 1204. године, по налогу Токимасе, Масако о томе није био обавештена. Током убистава и чишћења клана Хики, Минамото но Ићиман, Јоријев најстарији син и наследник, и Масакин унук, такође бива погубљен јер је и сам био део клана Хики.
Године 1203, Масакин други син, Минамото но Санетомо, постао је трећи шогун са Токимасом на месту регента. Санетомо је био ближи својој мајци него што је био његов старији брат и још увек је био малолетан када му је додељена улога шогуна, насупрот своме брату, који је био присиљен да абдицира јер је шогун Санетомо у том тренутку постао пунолетан. Ипак, Масако и Јошитоки, наследници Хођо Токимасе, били су љути на свог оца, нарочито након што је њихова мајка Хођо но Маки умрла 1204. Исте те године, муж Масакине сестре, Хатекајама Шигетада погрешно је погубљен по налогу Токимасе чак и након што му је читава породица потврдила да Шигетада није крив за оптужбе за издају. Хођо Токимаса је 1205.године био најмоћнији човек у Камакури.
Масако је чула гласине да Токимаса планира да погуби Санетомоа и да га замени једним од својих савезника, па су Масако и Јошитоки одмах наредили Токимаси да одступи и повуче се у свештеничке редове или ће се, у супротном они побунити. Хођо Токимаса је абдицирао 1205.године, и бива послат у манастир Камакура, где се замонашио, а онда након десет година, 1215. и преминуо.

## Касније године (1205–1225)
Године 1205, Минамото но Санетомо је био на функцији шогуна, и иако је Токимаса свргнут, положај Хођо породице је још увек био сигуран. Масакин брат, Хођо Јошитоки, успео је као регент шогуна Санетомоа, док је Масако била на моћној позицији преговарача са Двором. Године 1218, регент Јошитоки послао ју је да пита замонашеног цара Го-Тобу може ли шогун Санетомо усвојити једног од његових синова за наследника. Го-Тоба ју је одбио.
Године 1219. догодила се трагедија. Шогуна Санетомоа погубио је његов нећак, млађи син Минамото но Јориеја, кога су касније ухватиле трупе Хођо клана и сам је погубљен. Тим поступком, линија Минамото је изумрла. Одлучивало се ко ће бити следећи шогун, а Масако и регент Јошитоки коначно су се одлучили за Куђо Јорицунеа, иначе познатог као Фуџивара но Јорицуне, који није био одрасла особа, већ беба, а такође није ни из Хођо, нити из Минамото, већ из Куђо клана који је био део клана Фуџивара.
Године 1221. замонашени цар Го-Тоба побунио се против Хођо породице, покушавајући да врати власт цару. Регент Јошитоки и његов најстарији син Jасутоки напали су Кјото и успели да поврате град и протерају замонашеног цара Го-Тобу. Овај догађај познат је као Ђокју рат из 1221. године.
Године 1224. Хођо Јошитоки је умро од изненадне болести. Наследио га је најстарији син Хођо Јасутоки, који је уједно био и Масакин нећак. Моћни клан Миура, који је водио Миура Јошимура, покушао је да сруши Хођо владу под регентом Јасутокијем, Масако и шогуном Јоритцунеом, али Масако је пожурила у преговоре. Миура је свргнут, а регент Јасутоки постао је Хођо регент.
Године 1225, Хођо Масако преминула је у 69. години живота. Због свог примера затвореног владања, била је позната као ама-шогун, или „монахиња-шогун“.

## У фикцији
- Куса Моеру, 1979 Таига драма, Шима Авашита у улози Хођо Масако.